# Ibi, Gifu
Ibi (揖斐郡 (Ập Phỉ quận) Ibi-gun) là một quận nằm trong Gifu, Nhật Bản.

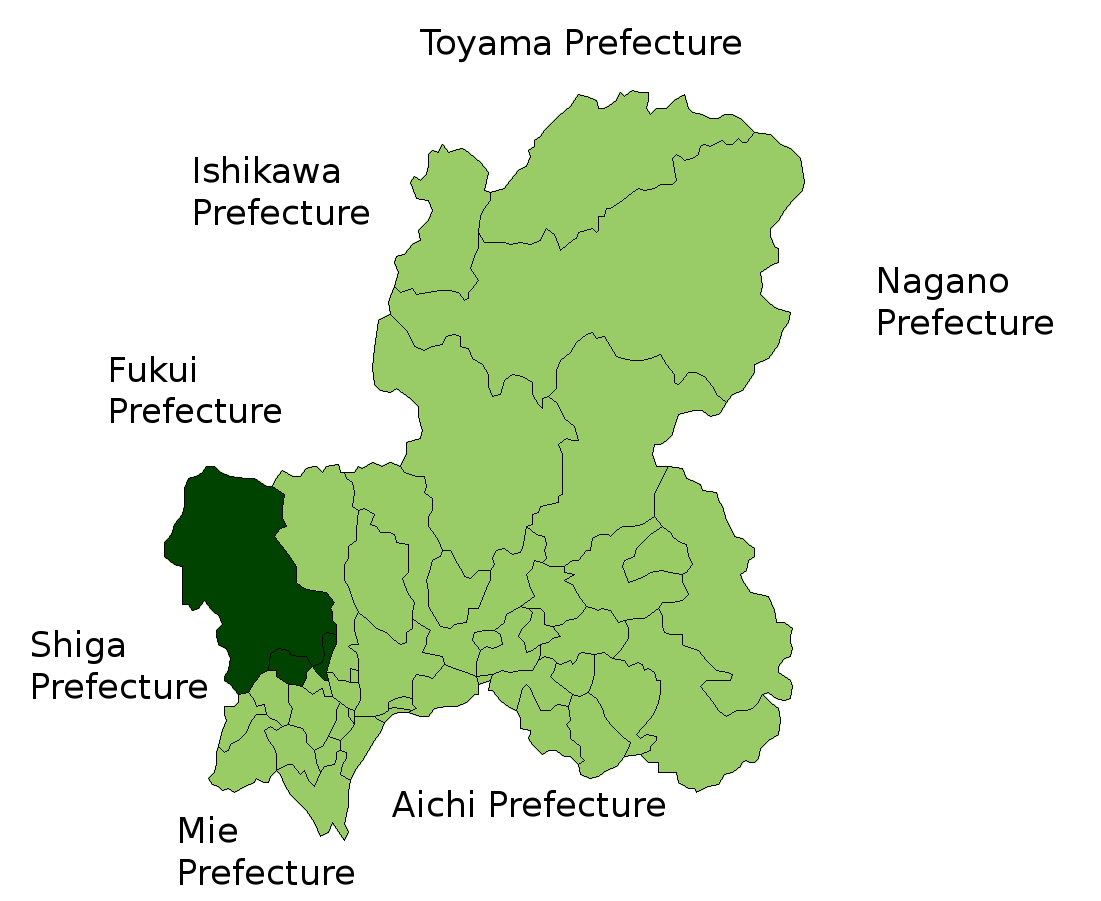
Vị trí của quận Ibi trong tỉnh Gifu

Tại thời điểm 1/9/2010, quận này có dân số ước tính khoảng 72.866 nhân khẩu và mật độ dân số khoảng 83,1 người trên km². Tổng diện tích là 876,65 km².
Thị xã Tokuyama trong quận này với dân số 632 người sắp bị ngập lụt hoàn toàn do đập Tokuyama gây ra.

## Thị xã và làng
- Ibigawa
- Ikeda
- Ōno

## Sáp nhập
- Ngày 31 tháng 1 năm 2005, các làng Fujihashi, Kasuga, Kuze, Sakauchi, và Tanigumi được sáp nhập vào thị xã Ibigawa.